# Asadeteva vartianorum
Asadeteva vartianorum är en insektsart som beskrevs av U. Aspöck och H. Aspöck 1981. Asadeteva vartianorum ingår i släktet Asadeteva och familjen Berothidae. Inga underarter finns listade i Catalogue of Life.